# 1745 Ferguson
1745 Ferguson è un asteroide della fascia principale. Scoperto nel 1941, presenta un'orbita caratterizzata da un semiasse maggiore pari a 2,8492916 UA e da un'eccentricità di 0,0533551, inclinata di 3,25935° rispetto all'eclittica.
L'asteroide è dedicato all'astronomo statunitense James Ferguson.